# Berdine Castillo
Berdine Castillo Lillo (Puerto Príncipe, Haití, 18 de marzo de 2000) es una atleta haitiana nacionalizada chilena, campeona sudamericana en 800 metros en el Sudamericano Sub-23 de Atletismo de Ecuador de octubre del 2021 y campeona iberoamericana en la misma categoría en el  Campeonato Iberoamericano de Atletismo de 2024. En 2006, fue la primera haitiana cuya adopción en Chile fue decretada por la Corte Suprema.

## Biografía

### Juventud y estudios
Berdine Castillo Lillo nació el 18 de marzo de 2000 en Puerto Príncipe. En el 2005, el Suboficial de la Fuerza Aérea Mario Castillo Delgado viajó a Haití como parte del primer contingente de la misión de paz enviada a país y la conocía cuando vivía en un hogar. Junto a su familia tomó la decisión de llevarla a Chile.
Al llegar al país, vivió primero con su familia en Iquique. Estudió en el colegio María Auxiliadora de Iquique. En 2014 se mudaron a Santiago. Su madre es Patricia Lillo y tiene dos hermanas, Macarena y Alejandra.
En 2006, fue la primera haitiana cuya adopción en Chile fue decretada por la Corte Suprema.

### Carrera deportiva
Empezó a competir en atletismo en el norte, y desde que llegó a Santiago fue entrenada por Mario Vásquez.
En 2018, fue campeona nacional en 800 metros planos con una marca de 2 min 20 s 14.
En agosto del 2019, participó en los Juegos Panamericanos en Perú, como reserva del equipo 4x400 m.
En noviembre del 2019 en los Juegos Binacionales de Córdoba en Argentina, ganó la plata en relevo 4x400 metros.
En octubre de 2021, ganó la medalla de oro en los 800 metros en el Sudamericano de atletismo Sub-23 con un tiempo de 2 min 5 s 98.
En mayo de 2024, gana medalla de oro en los 800 metros en el Campeonato Iberoamericano de Atletismo, celebrado Cuiabá (Brasil).